# Peter Rodino
Pour les articles homonymes, voir Rodino.
Peter Wallace Rodino, Jr. (7 juin 1909 - 7 mai 2005), fils d'immigrés italiens et vétéran de la Seconde Guerre mondiale, était un membre de la Chambre des représentants des États-Unis pour le New Jersey entre 1949 et 1989. Il a été le président de la commission judiciaire de la Chambre des représentants de 1973 à 1989, et à ce titre a dirigé la procédure d'impeachment qui a provoqué la démission du président Richard Nixon en 1974.